# 汐入駅

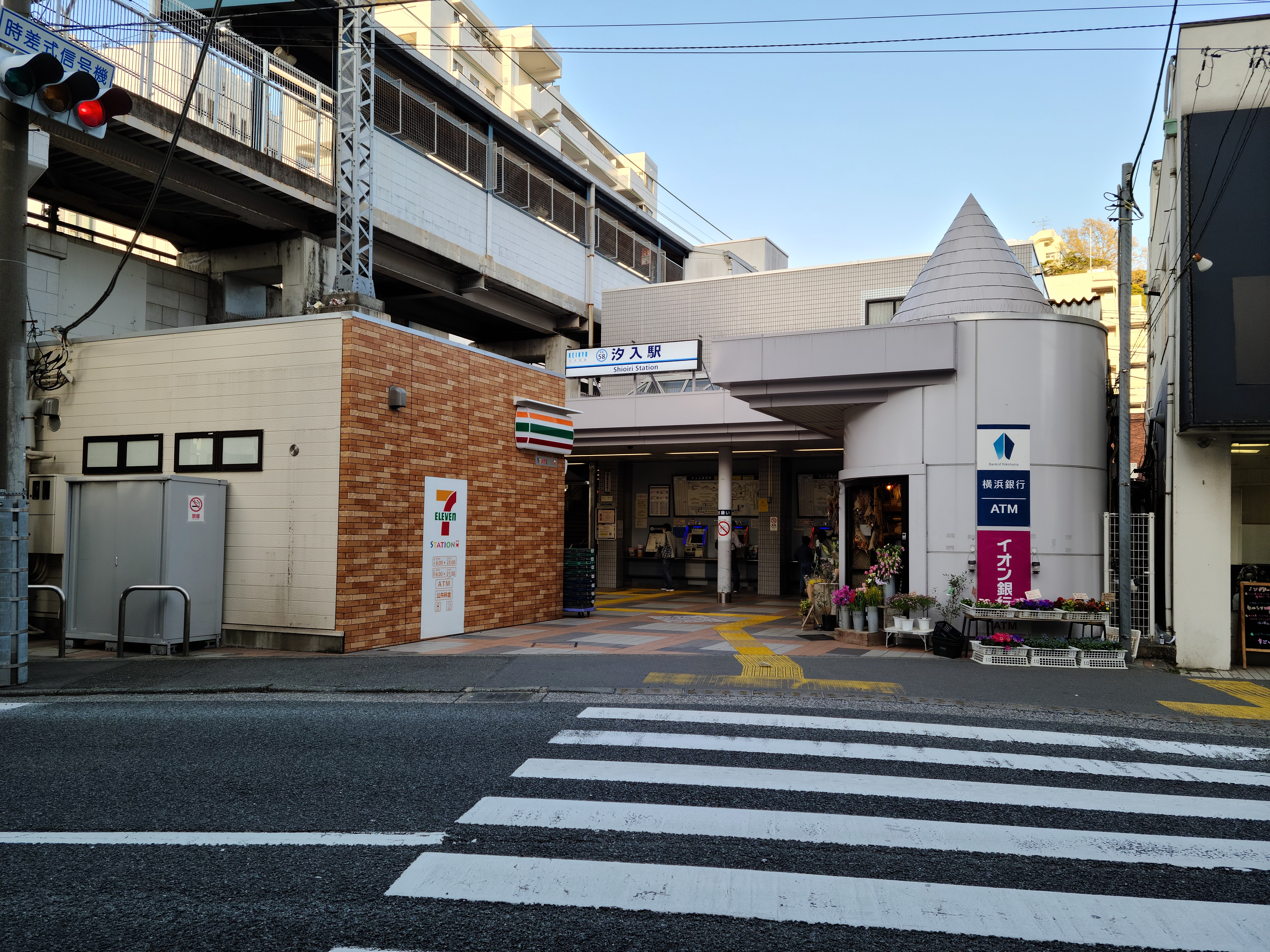
西口（2021年3月20日）

汐入駅（しおいりえき）は、神奈川県横須賀市汐入町二丁目にある、京浜急行電鉄本線の駅である。駅番号はKK58。

## 歴史
- 1930年（昭和5年）4月1日 - 横須賀軍港駅として開業。
- 1940年（昭和15年）10月1日 - 横須賀汐留駅と改称[2]。
- 1941年（昭和16年）11月1日 - 湘南電気鉄道と京浜電気鉄道が合併し、京浜電気鉄道の駅となる。
- 1942年（昭和17年）5月1日 - 京浜電気鉄道が東京横浜電鉄へ合併。東京急行電鉄（大東急）の駅となる。
- 1948年（昭和23年）6月1日 - 大東急解体に伴い、京浜急行電鉄の駅となる。
- 1961年（昭和36年）
  - この年（5月以降） - 構内踏切を廃止して地下道を設置するとともに、ホームを24ｍ延伸して有効長を4両分から6両分にする[3]。
  - 9月1日 - 駅所在地の町名に合わせ、汐入駅に改称。
- 1994年（平成6年）12月23日 - 改札口とホームを結ぶエレベーターおよび自由通路設置[1]。
- 2020年（令和2年）3月14日 - 副駅名に横須賀芸術劇場が追加される[4][5]。
- 2022年（令和4年）4月23日 - ホームドアの使用を開始[6]。当駅は京急初の軽量型ホームドアを採用した。

## 駅構造
相対式ホーム2面2線を有する地上駅で、改札口は1か所である。ホームの大部分は盛土上にあり、浦賀方面にはトンネルが隣接している。1994年のバリアフリー化改良工事の際、盛土を削って一部を高架構造とし、自由通路および改札口からホームまでのエレベーターを設置した。このほかホームへは階段も設置されている。

### のりば
| 番線 | 路線 | 方向 | 行先                     |
| ---- | ---- | ---- | ------------------------ |
| 1    | 本線 | 下り | 横須賀中央・三浦海岸方面 |
| 2    | 本線 | 上り | 横浜・品川方面           |

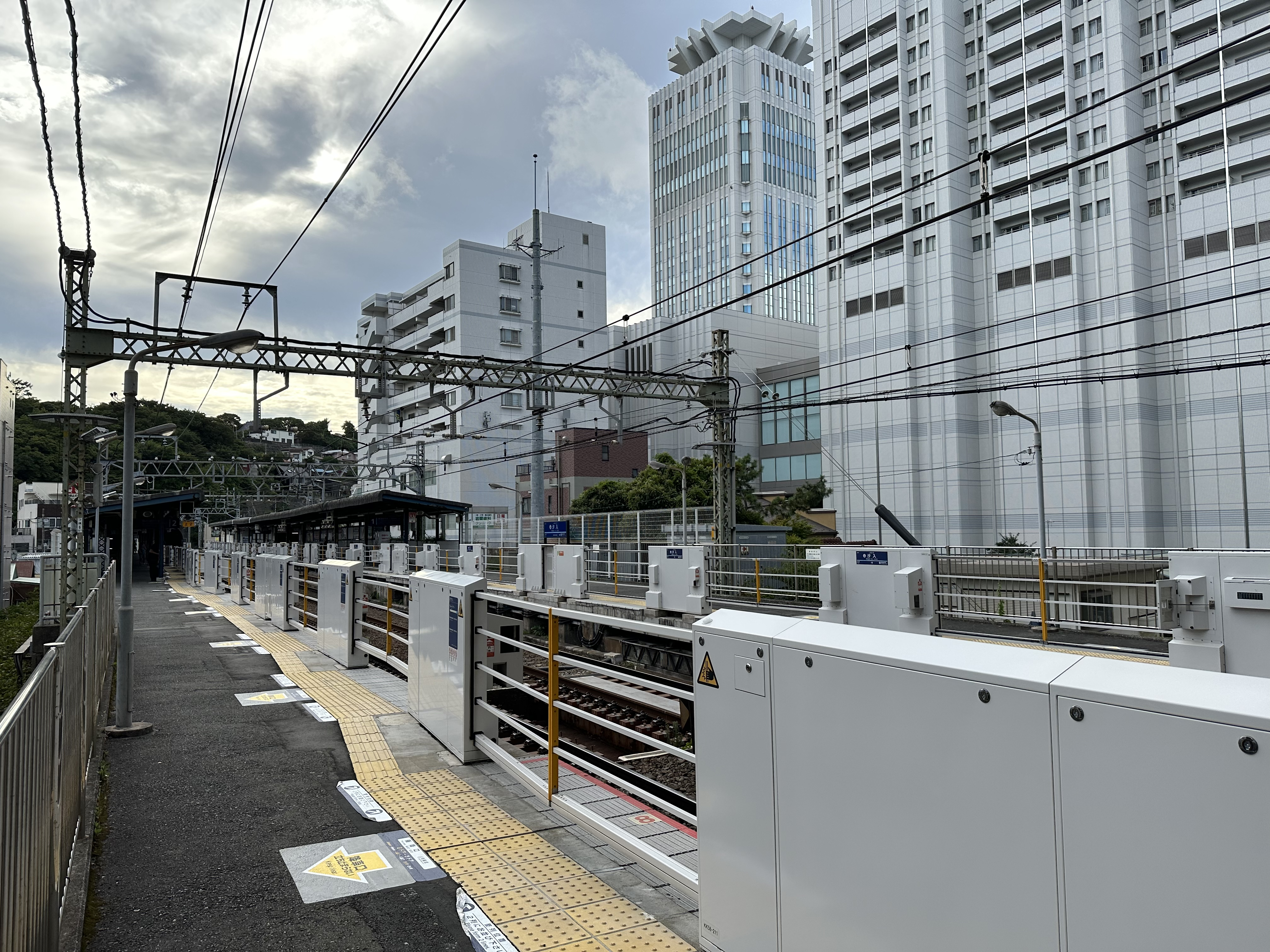
ホーム（2023年7月31日）
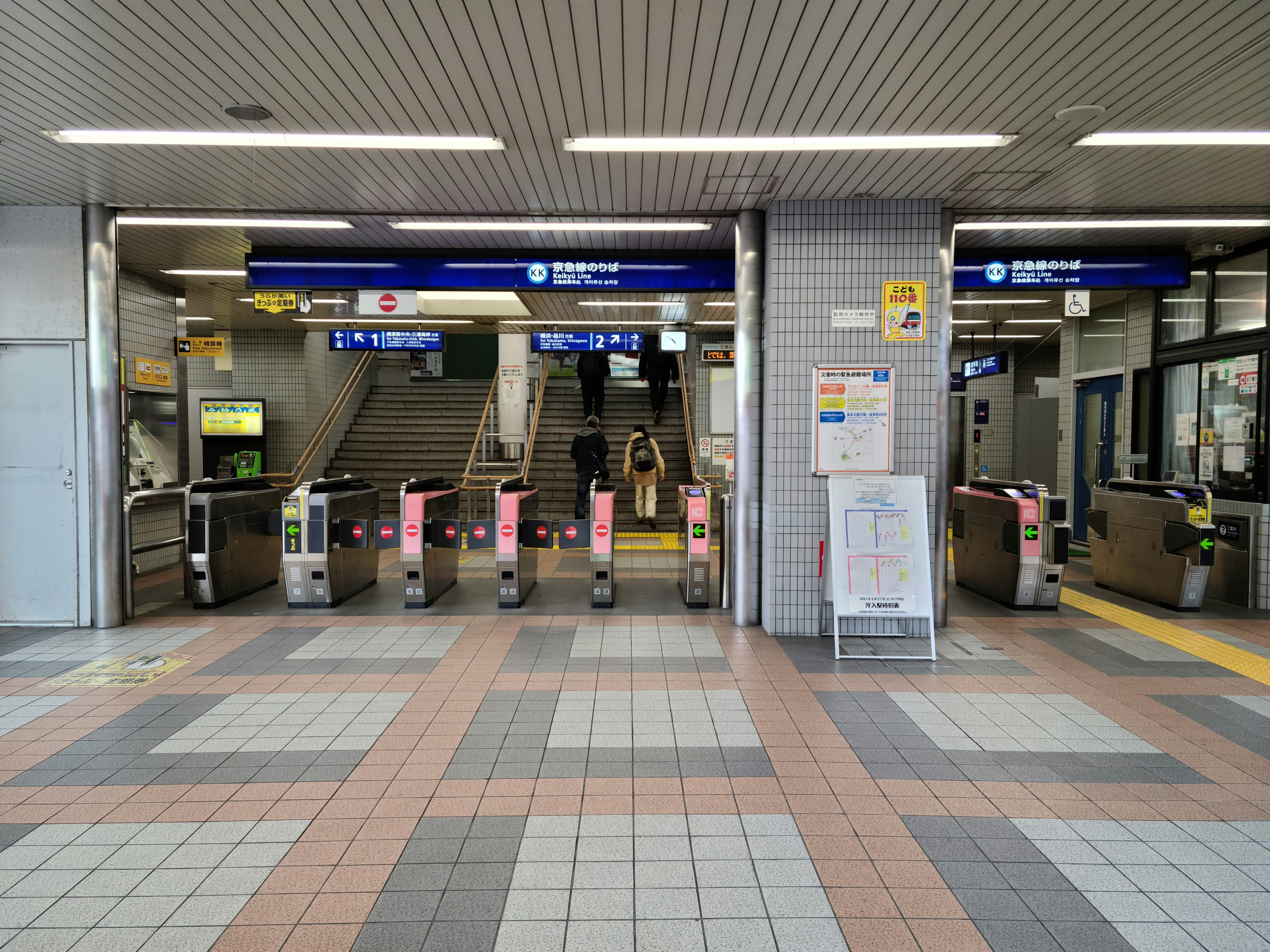
改札口（2021年3月20日）
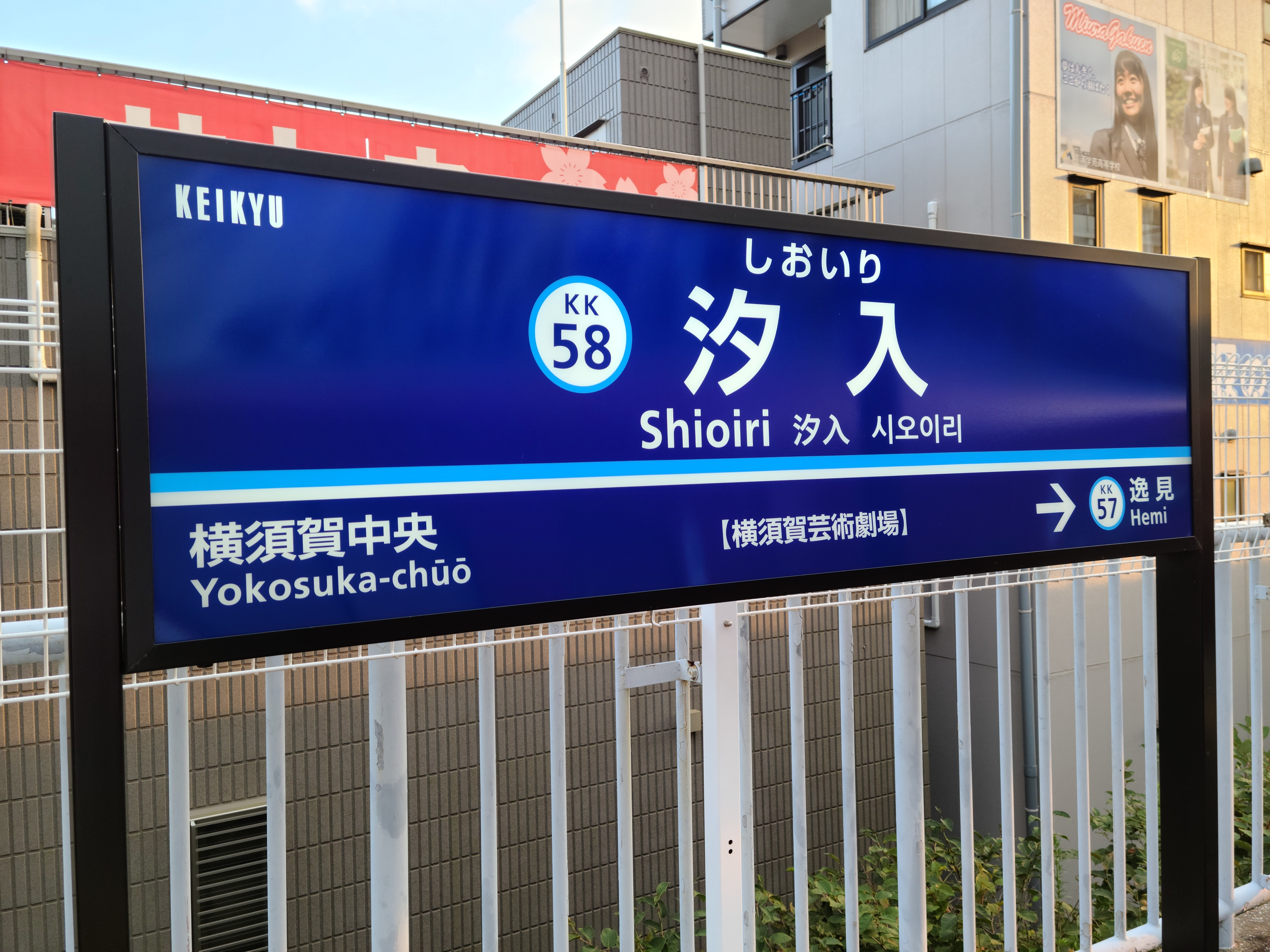
駅名標（2020年8月2日）

## 利用状況
2024年（令和6年）度の1日平均乗降人員は21,204人であり、京急線全72駅中30位。
近年の1日平均乗降人員と乗車人員の推移は下記の通り。
| 年度               | 1日平均 乗降人員 | 1日平均 乗車人員 | 出典     |
| ------------------ | ---------------- | ---------------- | -------- |
| 1995年（平成07年） |                  | 13,222           | [ * 1 ]  |
| 1998年（平成10年） |                  | 13,174           | [ * 2 ]  |
| 1999年（平成11年） |                  | 12,641           | [ * 3 ]  |
| 2000年（平成12年） |                  | 12,233           | [ * 3 ]  |
| 2001年（平成13年） |                  | 12,139           | [ * 4 ]  |
| 2002年（平成14年） | 24,766           | 12,067           | [ * 5 ]  |
| 2003年（平成15年） | 25,069           | 12,090           | [ * 6 ]  |
| 2004年（平成16年） | 24,471           | 11,846           | [ * 7 ]  |
| 2005年（平成17年） | 24,093           | 11,602           | [ * 8 ]  |
| 2006年（平成18年） | 24,035           | 11,585           | [ * 9 ]  |
| 2007年（平成19年） | 23,806           | 11,489           | [ * 10 ] |
| 2008年（平成20年） | 23,512           | 11,444           | [ * 11 ] |
| 2009年（平成21年） | 23,074           | 11,216           | [ * 12 ] |
| 2010年（平成22年） | 22,210           | 10,823           | [ * 13 ] |
| 2011年（平成23年） | 22,081           | 10,755           | [ * 14 ] |
| 2012年（平成24年） | 22,078           | 10,775           | [ * 15 ] |
| 2013年（平成25年） | 22,239           | 10,831           | [ * 16 ] |
| 2014年（平成26年） | 22,041           | 10,724           | [ * 17 ] |
| 2015年（平成27年） | 22,127           | 10,767           | [ * 18 ] |
| 2016年（平成28年） | 21,792           | 10,612           | [ * 19 ] |
| 2017年（平成29年） | 21,588           | 10,569           | [ * 20 ] |
| 2018年（平成30年） | 21,514           | 10,538           | [ * 21 ] |
| 2019年（令和元年） | 18,162           | 8,822            | [ * 22 ] |
| 2020年（令和02年） | 16,123           |                  |          |
| 2021年（令和03年） | 17,753           |                  |          |
| 2022年（令和04年） | 19,748           |                  |          |
| 2023年（令和05年） | 20,997           |                  |          |
| 2024年（令和06年） | 21,204           |                  |          |

## 駅周辺
横須賀市の中心市街地の西側に位置する。

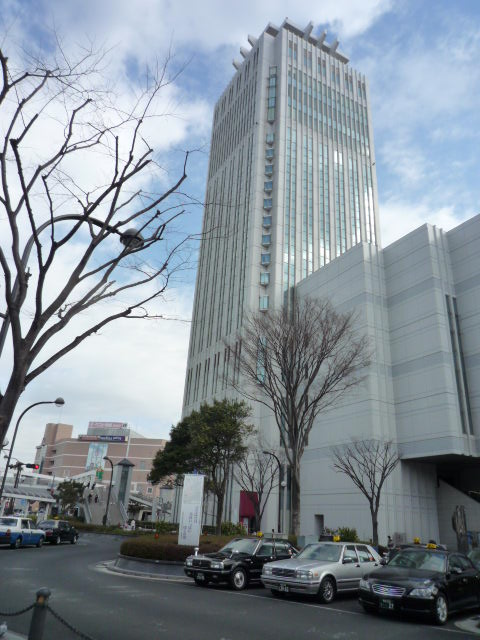
メルキュールホテル横須賀

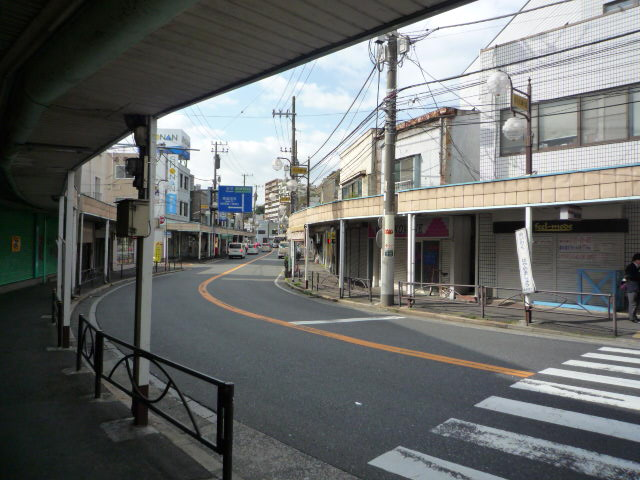
汐入大通り会

駅周辺は、古くからの歴史を持つ商店街がある山側と、再開発地区の海側に大きく分かれる。再開発地区は住友重機械工業横須賀分工場跡と在日アメリカ海軍兵員クラブ（EMクラブ）跡を1980年代半ばから再開発した比較的新しい街区である。
コースカベイサイドストアーズ（旧称：ショッパーズプラザ横須賀）、横須賀芸術劇場、メルキュールホテル横須賀など横須賀を代表する施設が立ち並ぶ。山側にはどぶ板通りや汐入大通り会などの商店街や住宅地がある。
- 緑ヶ丘女子中学校・高等学校
- 横須賀市立汐入小学校
- JR横須賀線横須賀駅 - 西に400mほど。
- ヴェルニー公園
- 諏訪公園
- どぶ板通り
- コースカベイサイドストアーズ
- 横須賀芸術劇場
- メルキュールホテル横須賀
- 横須賀市総合福祉会館
- 米海軍横須賀基地
- 海上自衛隊横須賀基地
- 横須賀汐入郵便局
- 汐入大通り会
- 汐入宮元商店会
- ちこく坂
- 国道16号
- 横須賀アプト

## バス路線

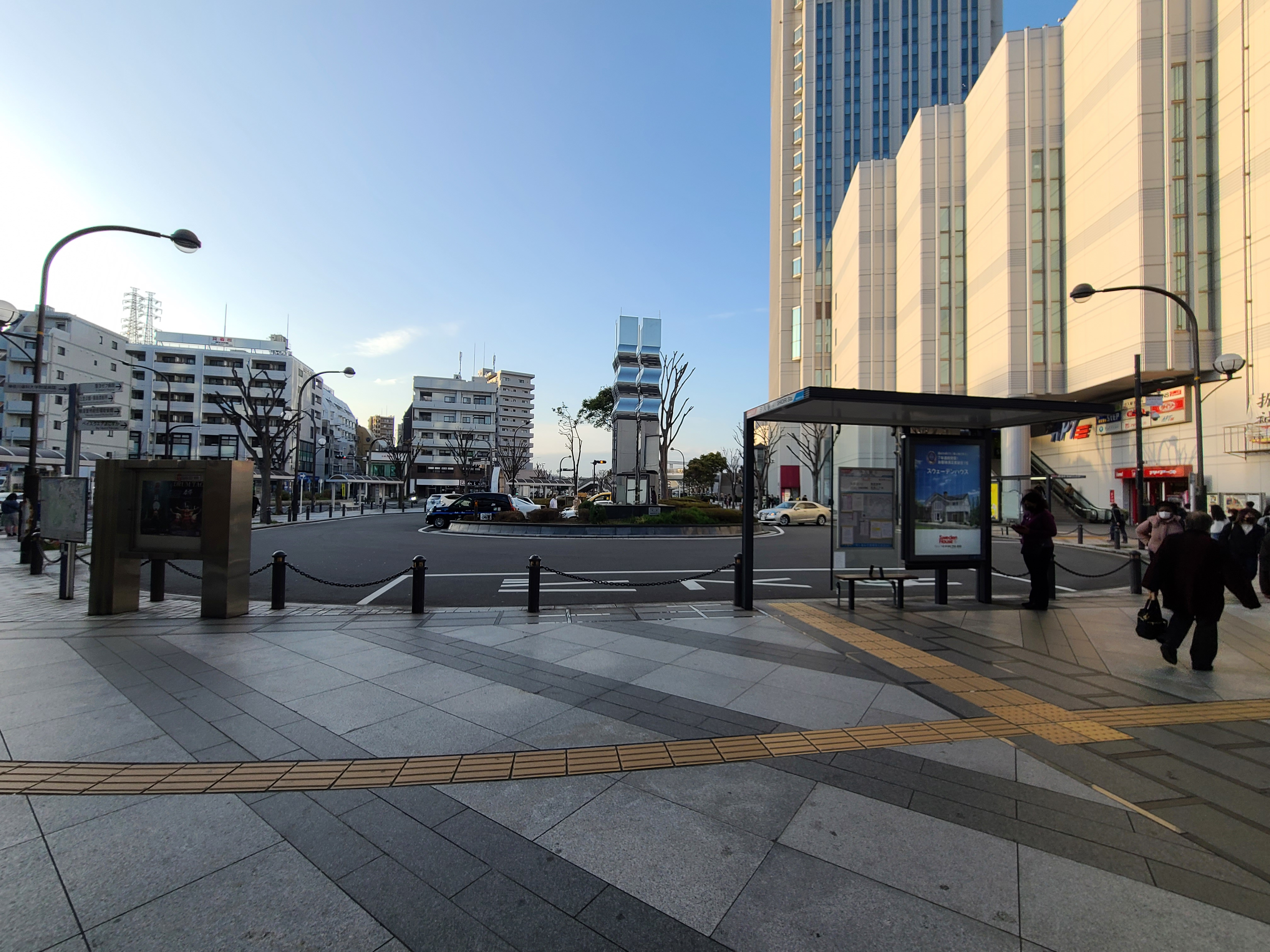
バスターミナル（2021年3月20日）

駅前バスターミナル及び駅前道路に設置されている「汐入駅」が最寄りバス停。また、国道16号上には「汐留」バス停が設置されている。全路線が京浜急行バスにより運行される。当駅始発・終着の路線もあるが、大半の路線は横須賀駅をターミナルとしている。発着する路線の詳細は京浜急行バス衣笠営業所・京浜急行バス久里浜営業所・京浜急行バス追浜営業所・京浜急行バス三崎営業所を参照。
汐入駅
- 1番乗り場
  - 須10・汐10・衣19 - 衣笠駅行（池上経由）
- 2番乗り場
  - 汐16 - 湘南国際村センター行
- 3番乗り場
  - 須20 - 西来寺循環（西来寺先回り）・不入斗橋行 ※循環は13時台まで・不入斗橋行は夜1本
  - 須21 - 西来寺循環（鶴ヶ丘先回り）・鶴久保小学校行 ※循環は14時台以降・鶴久保小学校行は夜のみ
- 4番乗り場
  - 須10 - 横須賀駅行
  - 衣19 - 安浦二丁目行（横須賀中央駅経由）

汐留
- 東方向
  - 中央1 - 三笠循環
  - 須1 - 衣笠駅（聖徳寺坂上経由）
  - 須3 - 横須賀市民病院行（林経由）
  - 須4 - 佐島マリーナ入口行（林経由）
  - 須5 - 長井行（林経由）
  - 須6 - 三崎東岡行 ※平日のみ
  - 須7 - 三崎港行 ※平日 6時台の1本のみ
  - 須8 - 三崎口駅行 ※平日のみ
  - 須11 - YRPセンター行 ※平日朝夕のみ
  - 須12 - 平成町循環（市役所経由） ※朝のみ
  - 須13 - 平成町循環（横須賀中央駅経由）
  - 須18 - 衣笠駅行（総合体育会館経由）
  - 須22 - 防衛大学校行（米ヶ浜経由 ／ 日ノ出町経由）※18時台まで米ヶ浜経由・18時台以降日ノ出町経由
  - 須24 - 観音崎行（米ヶ浜経由 ／ 日ノ出町経由） ※18時台まで米ヶ浜経由・19時台以降日ノ出町経由
  - 須26 - かもめ団地行 ※平日のみ
  - 須27 - 堀内 ※（米ヶ浜経由 ／ 日ノ出町経由） ※午前は米ヶ浜経由・夜は日ノ出町経由
  - 須28 - 観音崎自然博物館行 ※休日日中のみ
  - 須53 - 横須賀市民病院行（山科台経由）
  - 衣19・八31 - 安浦二丁目行（米ヶ浜経由） ※18時台まで
  - 八31 - 安浦二丁目行（日ノ出町経由） ※19時台以降
- 西方向
  - 須1・須3・須4・須5・須6・須7・須8・須11・須12・須13・須18・須22・須24・須25・須26・須27・須28・須53 - 横須賀駅行
  - 八31 - 内川橋行
  - 追34 - 追浜駅行 ※夜のみ

## その他
- アニメ『たまゆら〜hitotose〜』の劇中に当駅と汐入の街が登場することから、2011年9月から10月にかけて、アニメオリジナル切符の発売や、主人公の沢渡楓役の声優を務めた竹達彩奈が1日駅長に就任し、駅アナウンス、駅案内などのプロモーションを行うなどのイベントが行われた[10][11]。
- 2022年4月に稼働を開始したホームドアは、それまで京急線各駅に設置されたものとは異なる、音楽館が開発した軽量型ホームドア（JR九州が導入したものと同型）である[12][6]。

## 隣の駅
京浜急行電鉄
 本線
■快特
通過
■特急
追浜駅 (KK54) - 汐入駅 (KK58) - 横須賀中央駅 (KK59)
■普通
逸見駅 (KK57) - 汐入駅 (KK58) - 横須賀中央駅 (KK59)